# شريف أباد (باتشة لك الشرقي)
شریف أباد (بالفارسية: شریف‌آباد) هي قرية تقع في إيران في قسم باتشة لك الشرقي الریفي. يقدر عدد سكانها بـ 65 نسمة .